# Đurđin
Đurđin (izvirno srbsko Ђурђин; madžarsko Györgyén) je naselje v Srbiji, ki upravno spada pod Mesto Subotica; slednja pa je del Severnobačkega upravnega okraja.

## Demografija
V naselju, katerega izvirno (srbsko-cirilično) ime je Ђурђин, živi 1380 polnoletnih prebivalcev, pri čemer je njihova povprečna starost 40,5 let (39,6 pri moških in 41,5 pri ženskah). Naselje ima 624 gospodinjstev, pri čemer je povprečno število članov na gospodinjstvo 2,80.
|  |

| Demografija | Demografija     | Demografija     |
| Leto        | Št. prebivalcev | Št. prebivalcev |
| ----------- | --------------- | --------------- |
|             |                 |                 |
|             |                 |                 |
|             |                 |                 |
|             |                 |                 |
| 1948        | 2738            |                 |
| 1953        | 2664            |                 |
| 1961        | 2992            |                 |
| 1971        | 2805            |                 |
| 1981        | 2297            |                 |
| 1991        | 1911            | 1891            |
| 2002        | 1771            | 1746            |
|             |                 |                 |

| Etnična sestava po popisu iz leta 2002 | Etnična sestava po popisu iz leta 2002 | Etnična sestava po popisu iz leta 2002 | Etnična sestava po popisu iz leta 2002 | Etnična sestava po popisu iz leta 2002 |
| -------------------------------------- | -------------------------------------- | -------------------------------------- | -------------------------------------- | -------------------------------------- |
| Hrvati                                 | Hrvati                                 |                                        | 677                                    | 38,77%                                 |
| Srbi                                   | Srbi                                   |                                        | 484                                    | 27,72%                                 |
| Bunjevci                               | Bunjevci                               |                                        | 251                                    | 14,37%                                 |
| Madžari                                | Madžari                                |                                        | 124                                    | 7,10%                                  |
| Jugoslovani                            | Jugoslovani                            |                                        | 67                                     | 3,83%                                  |
| Črnogorci                              | Črnogorci                              |                                        | 7                                      | 0,40%                                  |
| Slovenci                               | Slovenci                               |                                        | 7                                      | 0,40%                                  |
| Ukrajinci                              | Ukrajinci                              |                                        | 4                                      | 0,22%                                  |
| Makedonci                              | Makedonci                              |                                        | 4                                      | 0,22%                                  |
| Bolgari                                | Bolgari                                |                                        | 3                                      | 0,17%                                  |
| Rusini                                 | Rusini                                 |                                        | 2                                      | 0,11%                                  |
| Romuni                                 | Romuni                                 |                                        | 2                                      | 0,11%                                  |
| Bošnjaki                               | Bošnjaki                               |                                        | 2                                      | 0,11%                                  |
| Muslimani                              | Muslimani                              |                                        | 1                                      | 0,05%                                  |
| Neznano                                | Neznano                                |                                        | 0                                      | 0,0%                                   |